# Wysokie (województwo małopolskie)
Wysokie – wieś w Polsce położona w województwie małopolskim, w powiecie limanowskim, w gminie Limanowa.
W latach 1975–1998 miejscowość należała administracyjnie do województwa nowosądeckiego.
We wsi działa Szkoła Podstawowa im. Królowej Jadwigi i Ochotnicza Straż Pożarna.

## Położenie
Przez Wysokie przebiega droga krajowa nr 28 oraz droga powiatowa nr 1547K Brzezna - Brzezna Litacz - Wysokie. Wysokie graniczy z Kaniną, Przyszową, Długołęką - Świerklą, Brzezną, Trzetrzewiną, Krasnem Potockiem i Męciną.

## Integralne części wsi Wysokie
| SIMC    | Nazwa        | Rodzaj    |
| ------- | ------------ | --------- |
| 0440704 | Kaczkówka    | część wsi |
| 0440710 | Kurkówka     | część wsi |
| 0440727 | Nadole       | część wsi |
| 0440733 | Okręg        | część wsi |
| 0440740 | Podlasek     | część wsi |
| 0440756 | Wierzchowina | część wsi |

## Galeria Zdjęć

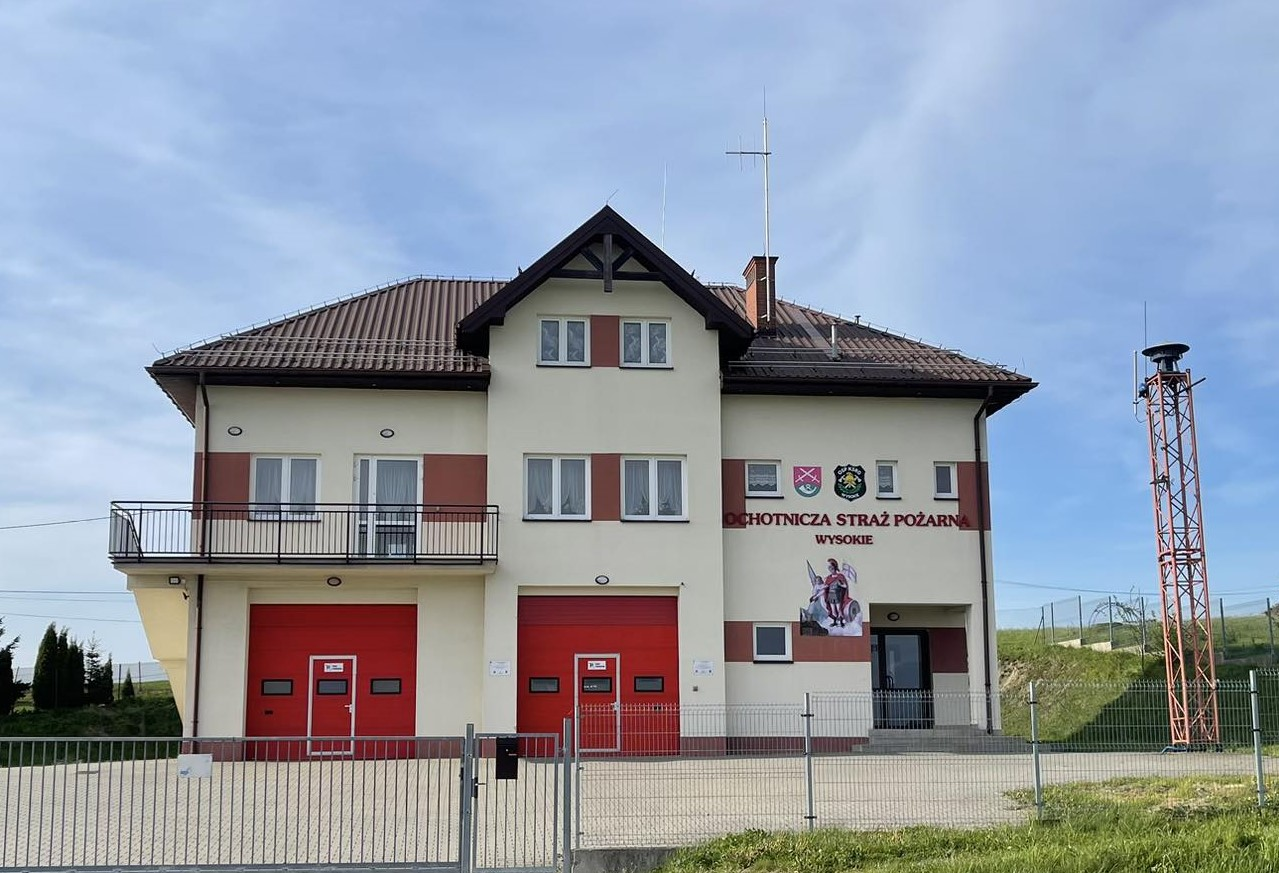
Remiza OSP
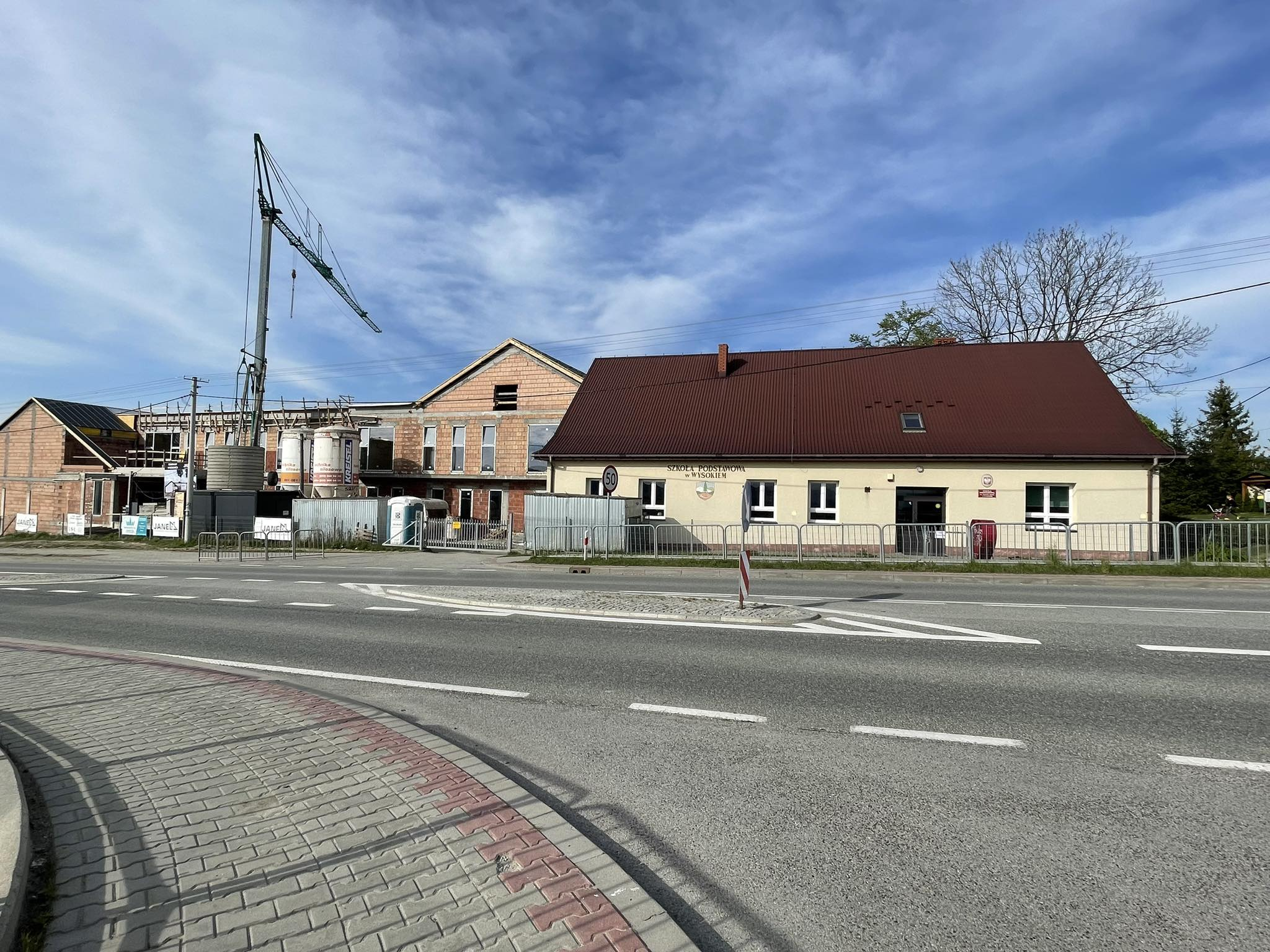
Szkoła Podstawowa im Królowej Jadwigi, po prawej obecna siedziba, po lewej stronie widać budowany nowy gmach szkoły.
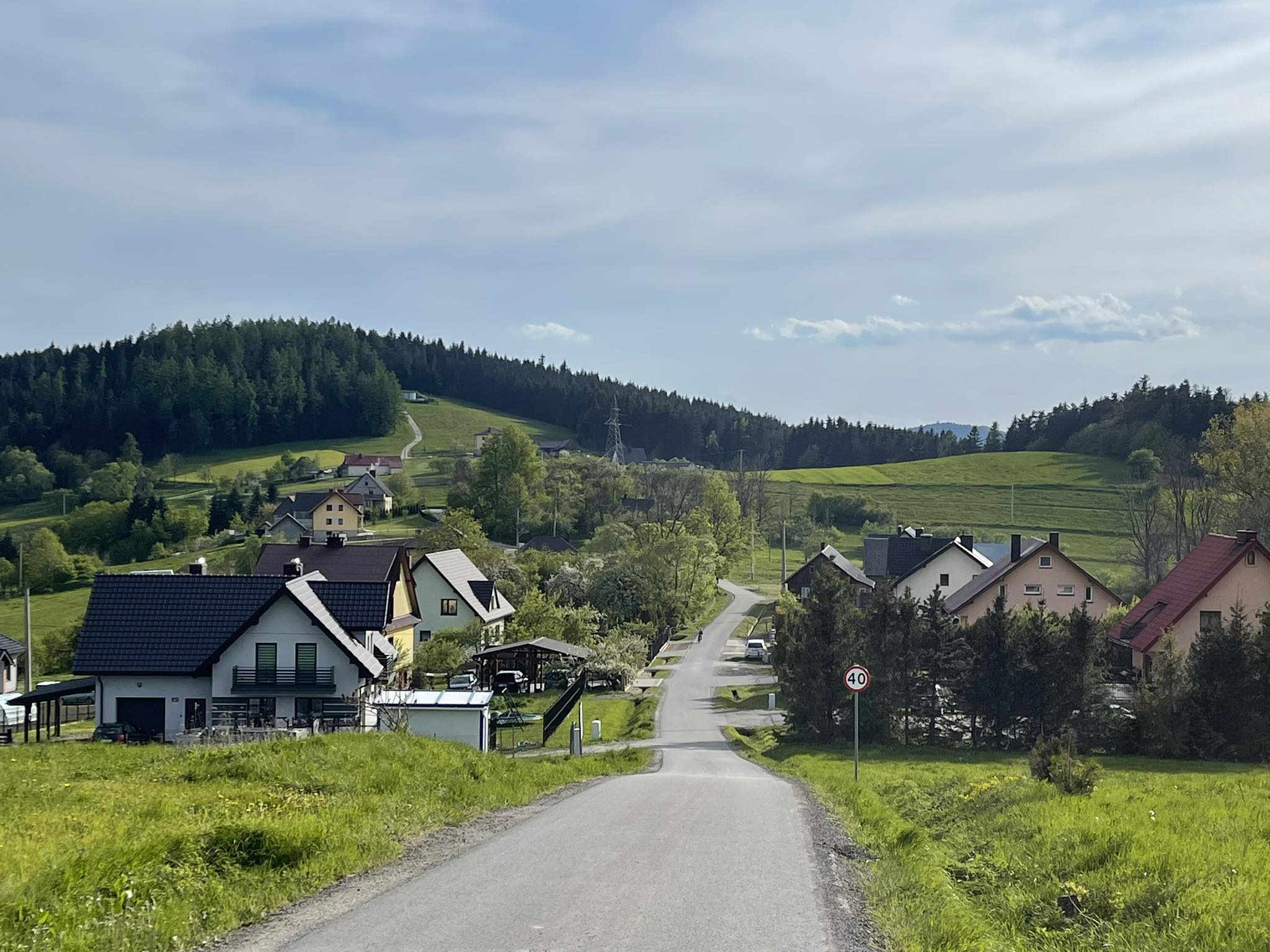
Okręg – część wsi